# Società Sportiva Sutor 2008-2009
Questa voce raccoglie le informazioni riguardanti la Società Sportiva Sutor nelle competizioni ufficiali della stagione 2008-2009.

## Verdetti
- Serie A:
  - stagione regolare: 12º posto su 16 squadre (12-18);
- Coppa Italia:
  - sconfitta ai quarti di finale contro Treviso.

## Stagione
La stagione 2008-2009 della Società Sportiva Sutor, sponsorizzata Premiata, è la 3ª nel massimo campionato italiano di pallacanestro, la Serie A.

## Roster
Aggiornato al 5 gennaio 2022.
| Premiata Sutor Montegranaro 2008-09 | Premiata Sutor Montegranaro 2008-09 |
| Giocatori                           | Staff tecnico                       |
| ----------------------------------- | ----------------------------------- |

| N. | Naz.                                          | Ruolo | Nome               | Anno | Alt.   | Peso   |  |
| -- | --------------------------------------------- | ----- | ------------------ | ---- | ------ | ------ |  |
| 4  | Stati Uniti (bandiera)                        | C     | Brandon Hunter     | 1980 | 201 cm | 120 kg |  |
| 5  | Stati Uniti (bandiera)                        | GA    | Ricky Minard       | 1982 | 195 cm | 93 kg  |  |
| 6  | Stati Uniti (bandiera)                        | P     | Kiwane Garris      | 1974 | 189 cm | 94 kg  |  |
| 7  | Grecia (bandiera)                             | A     | Kōstas Vasileiadīs | 1984 | 199 cm | 102 kg |  |
| 8  | Italia (bandiera)                             | G     | Marco Portannese   | 1989 | 192 cm | 82 kg  |  |
| 10 | Italia (bandiera)                             | PG    | Daniele Cavaliero  | 1984 | 188 cm | 83 kg  |  |
| 11 | Stati Uniti (bandiera) · Italia (bandiera)    | C     | Ryan Pettinella    | 1984 | 206 cm | 110 kg |  |
| 12 | Argentina (bandiera) · Italia (bandiera)      | A     | Demián Filloy      | 1982 | 198 cm | 95 kg  |  |
| 13 | Argentina (bandiera) · Italia (bandiera)      | AG    | Óscar Chiaramello  | 1972 | 201 cm | 100 kg |  |
| 15 | Italia (bandiera)                             | PG    | Nicola Temperini   | 1988 | 187 cm |        |  |
| 16 | Italia (bandiera)                             | A     | Simone Flamini     | 1982 | 202 cm | 90 kg  |  |
| 18 | Australia (bandiera) · Regno Unito (bandiera) | C     | Wade Helliwell     | 1978 | 211 cm | 118 kg |  |
| 20 | Stati Uniti (bandiera)                        | G     | Bryce Taylor       | 1986 | 193 cm | 93 kg  |  |
| 44 | Bulgaria (bandiera)                           | AC    | Dejan Ivanov       | 1986 | 205 cm | 103 kg |  |
| -  | Italia (bandiera)                             | AC    | Giorgio Piunti     | 1990 | 206 cm | 98 kg  |  |
| -  | Italia (bandiera)                             | A     | Edorado Foresi     | 1991 | 195 cm | 90 kg  |  |
| -  | Italia (bandiera)                             | P     | Riccardo Lupetti   | 1991 | 175 cm | 70 kg  |  |
| -  | Italia (bandiera)                             | AP    | Cristiano Nasini   | 1991 | 195 cm | 80 kg  |  |

| Allenatore                                                                     |
| - Alessandro Finelli                                                           |
| Assistente/i                                                                   |
| - Gennaro Di Carlo Legenda - (C) Capitano - (IN) Inattivo - Infortunato Roster |

## Mercato
Fece scalpore l'accordo raggiunto con l'ex superstar NBA Shawn Kemp, che svolse la preparazione estiva in gialloblu. Tuttavia il giocatore venne scartato prima dell'esordio in campionato, prevalentemente a causa di una condizione fisica non idonea e di alcuni ritardi nel ritorno da viaggi negli Stati Uniti. Al suo posto arrivò Brandon Hunter.

### Sessione estiva
| Acquisti | Acquisti          | Acquisti                             | Acquisti   | Acquisti |
| R.       | Nome              | da                                   | Modalità   |          |
| -------- | ----------------- | ------------------------------------ | ---------- | -------- |
| A        | Simone Flamini    | Basket Napoli                        | definitivo |          |
| AC       | Shawn Kemp        | Free agent                           | definitivo |          |
| C        | Wade Helliwell    | Nuova A.M.G. Sebastiani Basket Rieti | definitivo |          |
| G        | Bryce Taylor      | Oregon Ducks                         | definitivo |          |
| AG       | Óscar Chiaramello | Pistoia Basket                       | definitivo |          |
| C        | Ryan Pettinella   | Virginia Cavaliers                   | definitivo |          |
| PG       | Daniele Cavaliero | Scandone Avellino                    | definitivo |          |
| C        | Brandon Hunter    | Cap. de Arecibo                      | definitivo |          |
| G        | Marco Portannese  | Mens Sana Siena                      | prestito   |          |

| Cessioni | Cessioni          | Cessioni        | Cessioni       | Cessioni |
| R.       | Nome              | a               | Modalità       |          |
| -------- | ----------------- | --------------- | -------------- | -------- |
| AC       | Sharrod Ford      | Virtus Bologna  | fine contratto |          |
| G        | Andrea Cinciarini | Pall. Pavia     | prestito       |          |
| AC       | Valerio Amoroso   | Teramo Basket   | fine contratto |          |
| PG       | Luca Vitali       | Olimpia Milano  | fine contratto |          |
| C        | David Šteffel     | Pardubice       | fine contratto |          |
| G        | Jobey Thomas      | Olimpia Milano  | fine contratto |          |
| C        | Matteo Canavesi   | A. Costa Imola  | prestito       |          |
| C        | Luca Lechthaler   | Mens Sana Siena | fine prestito  |          |
| AC       | Shawn Kemp        |                 | ritirato       |          |

### Dopo l'inizio della stagione
| Acquisti | Acquisti           | Acquisti   | Acquisti        | Acquisti   |
| R.       | Nome               | da         | Data            | Modalità   |
| -------- | ------------------ | ---------- | --------------- | ---------- |
| A        | Kōstas Vasileiadīs | Olympiakos | 29 gennaio 2009 | definitivo |
| C        | Dejan Ivanov       | Zara       | 12 marzo 2009   | definitivo |

| Cessioni | Cessioni        | Cessioni       | Cessioni         | Cessioni    |
| R.       | Nome            | a              | Data             | Modalità    |
| -------- | --------------- | -------------- | ---------------- | ----------- |
| C        | Ryan Pettinella | Veroli Basket  | 23 febbraio 2009 | rescissione |
| A        | Demián Filloy   | Pall. Reggiana | 26 marzo 2009    | prestito    |

## Risultati

### Regular season

#### Andata
| Data             | Stadio              | Società                | Punteggio |
| 12 ottobre 2008  | PalaSojourner       | @ Solsonica Rieti      | 77-69     |
| 19 ottobre 2008  | PalaSavelli         | Vs Snaidero Udine      | 73-70     |
| 26 ottobre 2008  | PalaSavelli         | @ Fortitudo Bologna    | 91-89     |
| 2 novembre 2008  | Mediolanum Forum    | Vs Armani Jeans Milano | 75-77     |
| 9 novembre 2008  | PalaSavelli         | @ Angelico Biella      | 70-66     |
| 16 novembre 2008 | PalaVerde           | @ Benetton Treviso     | 80-65     |
| 23 novembre 2008 | Palasport Mens Sana | Vs Montepaschi Siena   | 88-62     |
| 30 novembre 2008 | PalaSavelli         | @ Air Avellino         | 81-76     |
| 7 dicembre 2008  | PalaSavelli         | Vs NGC Cantù           | 85-82     |
| 14 dicembre 2008 | Adriatic Arena      | Vs Scavolini Pesaro    | 89-93     |
| 21 dicembre 2008 | PalaSavelli         | @ Eldo Caserta         | 79-88     |
| 28 dicembre 2008 | PalaLottomatica     | Vs Lottomatica Roma    | 88-70     |
| 4 gennaio 2009   | PalaSavelli         | @ Banca Tercas Teramo  | 73-75     |
| 11 gennaio 2009  | Futurshow Station   | Vs La Fortezza Bologna | 79-67     |
| 18 gennaio 2009  | PalaSavelli         | @ Carife Ferrara       | 69-71     |

#### Ritorno
| Data             | Stadio                      | Società                | Punteggio |
| 25 gennaio 2009  | PalaSavelli                 | Vs Solsonica Rieti     | 78-73     |
| 1º febbraio 2009 | PalaCarnera                 | @ Snaidero Udine       | 85-79     |
| 8 febbraio 2009  | PalaSavelli                 | Vs Fortitudo Bologna   | 110-107   |
| 15 febbraio 2009 | PalaSavelli                 | @ Armani Jeans Milano  | 82-81     |
| 1º marzo 2009    | Palacoop                    | Vs Angelico Biella     | 92-74     |
| 8 marzo 2009     | PalaSavelli                 | Vs Benetton Treviso    | 62-50     |
| 15 marzo 2009    | PalaSavelli                 | @ Montepaschi Siena    | 70-81     |
| 22 marzo 2009    | Palasport Giacomo Del Mauro | Vs Air Avellino        | 92-70     |
| 29 marzo 2009    | NGC Arena                   | @ NGC Cantù            | 86-74     |
| 5 aprile 2009    | PalaSavelli                 | @ Scavolini Pesaro     | 87-79     |
| 11 aprile 2009   | PalaMaggiò                  | Vs Eldo Caserta        | 88-81     |
| 19 aprile 2009   | PalaSavelli                 | @ Lottomatica Roma     | 75-84     |
| 26 aprile 2009   | Palascapriano               | Vs Banca Tercas Teramo | 86-83     |
| 7 maggio 2009    | PalaSavelli                 | @ La Fortezza Bologna  | 75-72     |
| 10 maggio 2009   | PalaSegest                  | Vs Carife Ferrara      | 79-73     |